# Vila Pauliceia
Vila Paulicéia é um bairro de classe-média da zona norte da cidade de São Paulo, situado no distrito de Santana. É administrado pela Subprefeitura de Santana-Tucuruvi.

## Características
Dentre as principais vias do bairro estão a Avenida Nova Cantareira e a Avenida Águas de São Pedro.
O bairro é residencial e arborizado e possui prédios de padrão médio a alto e vistosos sobrados. Os moradores do bairro são "bairristas" e há muitos moradores antigos.
A vida noturna do bairro é intensa, motivada, principalmente, por seus bares e restaurantes e pelo bar Morro Paulicéia, localizado na rua Pedro Cacunda. Ainda nesta rua, há o restaurante italiano Nonno Macrini.
No comércio, destacam-se redes de farmácias, lojas de roupas de grifes femininas, salões de estética, pet shops, padarias, como a tradicional Estado Luso e um centro comercial que possui franquias de lojas e agência de viagens.
A Vila Paulicéia limita-se com os bairros do Jardim São Paulo (ao sul e a oeste) e da Parada Inglesa (a leste).
Próximo ao bairro estão as estações Jardim São Paulo e Parada Inglesa do metrô. 